# Sociedade Filarmónica Progresso Matos Galamba
A Sociedade Filarmónica Progresso Matos Galamba é uma sociedade recreativa de Alcácer do Sal tendo sido fundada, em 26 de Outubro de 1879, por iniciativa de um grupo de ilustres alcacerenses: António de Campos Valdez (a presidir), Padre Francisco de Matos Galamba, José da Costa Passos, António Alves de Sá Branco, Dr. Joaquim Maria Dias de Vasconcelos, Joaquim Correia Batista, Miguel Maria Esteves, António José Ferreira, João Garcia, Padre João Maria Palmeiro e Henrique Carlos Maria de Paiva.
Paralelamente à actividade da Escola de Música, Banda e Orquestra Juvenil, a colectividade tem mantido actividades recreativas e culturais (nos últimos anos tem levado à cena uma peça de teatro), o que faz com que seja considerada a mais activa do município de Alcácer do Sal.
A Banda teve como primeiro Maestro D. João José Escoto.

## História
A Progresso Alcacerense terá sido criada devido à recusa, em cima da hora, da Filarmónica do Visconde ( a actual Sociedade Filarmónica Amizade Visconde de Alcácer), em participar na procissão do Senhor dos Passos, a qual se viria a realizar uma semana depois com a participação da Banda do Regimento de Infantaria 11. António de Campos Valdez, adversário político do Visconde de Alcácer, protestou energicamente e prometeu que no ano seguinte não seria necessário vir uma banda de fora para a procissão. A promessa foi cumprida com a criação da nova Colectividade.
O desenvolvimento da Progresso e o fino trato de Campos Valdez atraiu o próprio regente da Filarmónica do Visconde, o Maestro José Stichini, autor do hino dedicado a Campos Valdez e que é actualmente o Hino da Sociedade.
No início do século, agradado com as suas actuações, nas caçadas reais, na Herdade de Palma, El-Rei D. Carlos conferiu-lhe o título de Real Filarmónica Progresso Alcacerense.
Com o advento da República, a Sociedade adoptou a actual designação, em homenagem ao Padre Francisco de Matos Galamba, um dos seus fundadores e grande dinamizador da Cultura em Alcácer do Sal. Tendo conquistado no certame de Bandas de Música na Cidade de Setúbal a 12 de Setembro de 1915 o 2º Prémio.
Em 1927, devido a grave crise no seio da Sociedade, houve uma clivagem de que resultou o nascimento de uma nova Colectividade, a Sociedade Recreativa Amadores de Música. Apesar disso a Matos Galamba não interrompeu a sua actividade.
Em 1934, depois de várias crises internas, a Banda de Música interrompeu a sua actividade, por um período de três anos, vindo a retomá-la em Julho de 1937, sob a regência do Maestro Alfredo Reis de Carvalho.
Em 1976 a Banda passou a ser dirigida pelo Maestro Alcacerense João José Ferreira Marrafa que, devido a um trabalho profícuo e dedicado, elevou o nível da Banda e fez com que esta atingisse os cinquenta elementos, destacando-se um concerto realizado na linda Praça de Espanha na Cidade de MÈRIDA em 15 de Agosto de 1981.
Em Outubro de 1985, o Maestro João Marrafa, devido a cansaço e ao seu estado de saúde suspendeu a sua actividade.
Já sob a regência do Maestro Sr. João Neves que, evidenciando uma competência e uma capacidade de trabalho fora do comum, tem elevado a qualidade da Banda o que tem sido bem patente em actuações efectuadas por todo o território nacional e além fronteiras.
Assim em 14 e 15 de Maio de 1988 foi a Banda convidada a integrar as festividades comemorativas dos 50 ANOS do Grupo Recreativo Musical – Banda de Famalicão.
Em 13 e 14 de Maio de 1989 a primeira deslocação de uma Banda do Alentejo ao Alto Minho afim de abrilhantar a FESTA DAS ROSAS na localidade de Vila Franca do Lima – Viana do Castelo.
De 19 a 22 de Abril de 1990, por iniciativa da REGIÃO DE TURISMO DE SETÚBAL “COSTA AZUL”, foi a nossa Banda convidada a representar no programa “A DESCOBERTA DA COSTA AZUL” o Distrito de Setúbal na cidade de COIMBRA.
De 12 a 19 de Maio de 1993, a convite do INATEL da Região Autónoma dos Açores, deslocou-se a nossa Banda à Ilha de São Miguel afim de participar como convidada de honra nas festas e procissão em honra do Senhor Santo Cristo dos Milagres, a maior e mais digna Festa Religiosa que se organiza naquele Arquipélago.
No ano de 1997 iniciou a sua actividade a Orquestra Juvenil, composta pelos elementos mais jovens da Banda e por alguns da Escola de Música, o que tem agradado ao público nas suas actuações.
De 6 a 12 de Abril de 1997, por iniciativa da nossa Autarquia deslocou-se a nossa Banda a FRANÇA afim de realizar dois concertos, sendo o primeiro em Estrasburgo no PARLAMENTO EUROPEU e o segundo na CASA DE PORTUGAL em PARIS.
Em 18 de Junho de 1999, nova deslocação a França com visita à Cidade de Bondy, também integrada no protocolo entre as duas cidades – Alcácer do Sal e Bondy, realizando um concerto na Catedral de São Pedro.